# Ivan Živanović
Ivan Živanović (Иван Живановић; Šabac, 10 dicembre 1981) è un ex calciatore serbo, di ruolo difensore.

## Carriera
La carriera professionistica di Ivan Živanović inizia nel 2000, quando fa il suo esordio nella Serie C serba nelle file del Macva Sabac, squadra della sua città.
Nel 2002 compie il grande salto, passando al Sartid, squadra militante nel massimo campionato serbo, prima di passare, nel 2004, allo Smederevo, dove nella stagione 2005/2006 gioca 24 partite, coronate da ben sei gol. Nell'estate del 2006 il giocatore suscita l'interesse della Sampdoria, che lo acquista e lo inserisce in prima squadra.
Živanović non è riuscito a dimostrare il suo valore; infatti, è stato impiegato esclusivamente in qualche amichevole estiva, come quella contro la Carrarese, giocata ad agosto: pur avendo fatto una buona impressione, non è riuscito ad imporsi per riuscire a racimolare qualche presenza nelle partite ufficiali. Nella partita di Coppa Italia contro il Palermo, vinta dai blucerchiati per 1-0, è stato schierato come difensore centrale, non convincendo molto per l'eccessivo spazio lasciato agli attaccanti siciliani. Si ritiene che ciò sia accaduto a causa degli errori di comprensione con il compagno Giulio Falcone, non essendo ancora in grado di parlare adeguatamente l'italiano.
Nel 2008 viene ingaggiato dal Rostov.